# رودی فردونک
رودی فردونک (انگلیسی: Rudy Verdonck؛ زادهٔ ۷ اوت ۱۹۶۵) دوچرخه‌سوار اهل بلژیک است.